# Orontès II
Pour les articles homonymes, voir Orontès.
Orontès ou Ervand II/Ier (en arménien Երվանդ Բ ; mort le 1er octobre 331 av. J.-C.) est satrape d'Arménie de 344 à 331 av. J.-C.

## Origine
Fils d'Orontès Ier et de Rhodogune, fille d'Artaxerxès II, il est donc le neveu Artaxerxès III. Il succède à son père en 344 av. J.-C. mais il n'aurait obtenu la satrapie d'Arménie qu'en 336 av. J.-C., après que son détenteur Codoman, le futur Darius III, accède au trône de grand-roi.
Orontès II commande avec un certain Mithraustès le contingent arménien lors de la bataille de Gaugamèles le 1er octobre 331 av. J.-C.
René Grousset estime qu'il est peut-être identifiable avec l'Ardoatès/Artaontès évoqué par Diodore de Sicile en 316 av. J.-C. mais sans doute différent de l'Aroantès de 302.
Cyrille Toumanoff souligne de son côté que cet autre « Orontès » est mort vers 270/260, ce qui est incompatible avec l'âge d'Orontès II/Ier en 331 av. J.-C., qu'il estime à 60/70 ans, et avec le fait que ce dernier est sans doute décédé lors du combat car cette même année, Mithrénès assume sa succession.

## Postérité
Cyrille Toumanoff identifie comme son fils Mithrénès, gouverneur de Sardes en Lydie, qui fait défection à la cause de Darius III après la bataille du Granique en mai 334 et rend sans combattre la citadelle de Sardes et ses trésors à Alexandre le Grand, ce qui permet au conquérant de reconstituer ses finances avant d'entreprendre la conquête de la côte. Le Macédonien, pressé de poursuivre Darius III qui se retire devant lui, récompense le transfuge de son attitude en lui accordant en 331 av. J.-C. la satrapie d'Arménie.